# Powder River County
Powder River County ist ein County im Bundesstaat Montana der Vereinigten Staaten. Der Sitz der Countyverwaltung (County Seat) befindet sich in Broadus.

## Demografische Daten
Nach der Volkszählung im Jahr 2000 lebten im County 1.858 Menschen. Es gab 737 Haushalte und 524 Familien. Die Bevölkerungsdichte betrug weniger als 1 Einwohner pro Quadratkilometer. Ethnisch betrachtet setzte sich die Bevölkerung zusammen aus 97,42 % Weißen, 0,00 % Afroamerikanern, 1,78 % amerikanischen Ureinwohnern, 0,11 % Asiaten, 0,00 % Bewohnern aus dem pazifischen Inselraum und 0,22 % aus anderen ethnischen Gruppen; 0,48 % stammten von zwei oder mehr ethnischen Gruppen ab. 0,59 % der Bevölkerung waren spanischer oder lateinamerikanischer Abstammung.
Von den 737 Haushalten hatten 30,70 % Kinder und Jugendliche unter 18 Jahre, die bei ihnen lebten. 64,90 % waren verheiratete, zusammenlebende Paare, 4,10 % waren allein erziehende Mütter. 28,80 % waren keine Familien. 24,80 % waren Singlehaushalte und in 9,90 % lebten Menschen im Alter von 65 Jahren oder darüber. Die Durchschnittshaushaltsgröße betrug 2,48 und die durchschnittliche Familiengröße lag bei 2,99 Personen.
Auf das gesamte County bezogen setzte sich die Bevölkerung zusammen aus 26,60 % Einwohnern unter 18 Jahren, 4,80 % zwischen 18 und 24 Jahren, 23,30 % zwischen 25 und 44 Jahren, 26,80 % zwischen 45 und 64 Jahren und 18,50 % waren 65 Jahre alt oder darüber. Das Durchschnittsalter betrug 42 Jahre. Auf 100 weibliche Personen kamen 97,20 männliche Personen, auf 100 Frauen im Alter ab 18 Jahren kamen statistisch 95,40 Männer.
Das jährliche Durchschnittseinkommen eines Haushalts betrug 28.398 USD, das Durchschnittseinkommen der Familien betrug 34.671 USD. Männer hatten ein Durchschnittseinkommen von 23.971 USD, Frauen 17.411 USD. Das Prokopfeinkommen betrug 15.351 USD. 12,90 % der Bevölkerung und 9,90 % der Familien lebten unterhalb der Armutsgrenze. 12,70 % davon waren unter 18 Jahre und 16,30 % waren 65 Jahre oder älter.

## Geschichte
Zwei Orte im County sind im National Register of Historic Places eingetragen (Stand 8. Februar 2018).

## Orte im Powder River County
Towns
| - Broadus |

Census-designated places (CDP)
| - Biddle |

Unincorporated Communitys
| - Belle Creek - Coalwood - Epsie - Moorhead | - Olive - Otter - Powderville - Sonnette |